# Municipio de Mercer (Illinois)
El municipio de Mercer (en inglés: Mercer Township) es un municipio ubicado en el condado de Mercer en el estado estadounidense de Illinois. En el año 2010 tenía una población de 4071 habitantes y una densidad poblacional de 44,31 personas por km².

## Geografía
El municipio de Mercer se encuentra ubicado en las coordenadas 41°11′50″N 90°43′19″O / 41.19722, -90.72194. Según la Oficina del Censo de los Estados Unidos, el municipio tiene una superficie total de 91.87 km², de la cual 91,75 km² corresponden a tierra firme y (0,13 %) 0,12 km² es agua.

## Demografía
Según el censo de 2010, había 4071 personas residiendo en el municipio de Mercer. La densidad de población era de 44,31 hab./km². De los 4071 habitantes, el municipio de Mercer estaba compuesto por el 98,58 % blancos, el 0,56 % eran afroamericanos, el 0,02 % eran amerindios, el 0,32 % eran asiáticos, el 0,1 % eran de otras razas y el 0,42 % eran de una mezcla de razas. Del total de la población el 1,11 % eran hispanos o latinos de cualquier raza.